# Trigonotylus fuscitarsis
Trigonotylus fuscitarsis är en insektsart som beskrevs av Lammes 1987. Trigonotylus fuscitarsis ingår i släktet Trigonotylus, och familjen ängsskinnbaggar. Arten är reproducerande i Sverige.